# Montpont-en-Bresse
Montpont-en-Bresse là một xã ở tỉnh Saône-et-Loire trong vùng Bourgogne-Franche-Comté nước Pháp.

## Thông tin nhân khẩu
Theo điều tra dân số năm 1999, xã này có dân số 1.013.
Con số ước tính năm 2005 là 1.034 người.